# ISO 3103
ISO 3103은 차(茶)를 우려내는 것에 대한 표준으로, 국제 표준화 기구 (ISO)에서 지정하였다. 1980년에 만들어진 BS 6008:1980 (영국) 표준을 따른다. 영국 표준이기 때문에 홍차에는 알맞지만 녹차에는 너무 진하게 나온다.
표준에 따르는 차를 우려내는 방법:
- 뚜껑이 느슨하게 닫히는 백자기나 유약을 바른 토기로 된 주전자를 사용한다.
- 큰 주전자는 최대 310 ml (±8 ml)까지이고 200g (±10g)이 되어야 한다.
- 작은 주전자는 최대 150 ml (±4 ml)까지이고 118g (±10g)이 되어야 한다.
- 2g (±2%) 차를 100ml 끓인 물에 넣는다.
- 바로 끓인 물을 4-6mm 남기고 채운다.
- 경수는 사용하지 않아야 한다.
- 6분간 우려낸다.
- 우려낸 차는 백자기나 유약 토기로 된 그릇에 담는다.
- 큰 그릇을 사용하면, 380ml 용량과 200g (±20g) 무게가 되어야 한다.
- 작은 그릇을 사용하면, 200ml 용량과 105g (±20g) 무게가 되어야 한다.
- 만약 우유가 들어간다면, 우려낸 차를 넣기 전이든 후이든 상관 없다.
- 만약 우유를 나중에 넣어 마시면, 차가 65 - 80°C 될 때 마시는 게 좋다.
- 큰 그릇에는 5ml, 작은 그릇에는 2.5ml의 우유를 넣는다.

## 같이 보기
- 담그기
- 찻주전자